# Amt Rheine-Bevergern
Das Amt Rheine-Bevergern war für die Gerichtsbarkeit im Norden des Hochstifts Münster zuständig. Es setzte sich zusammen aus den drei fürstlich münsterischen Gogerichten Emsbüren, Bevergern und Rheine sowie der Freiheit Emsbüren und dem Stadtgericht Rheine. Die drei Gogerichte wurden bis 1578 als eigenständige Gerichte betrachtet. Die Drosten stammte seit 1635 aus der Familie von Twickel.

## Gogericht Emsbüren
Das Gogericht Emsbüren war lediglich für die beiden Kirchspiele Schepsdorf und Emsbüren, mit Ausnahme der Freiheit Emsbüren zuständig. Da dieses Gericht ständig an den Grafen von Bentheim verpfändet war, übte dieser letztendlich hier die Gerichtsbarkeit aus. Das Gogericht in Emsbüren besaß, da es verpfändet war, kein eigenes Amtshaus. Es wurde daher von den anderen Ämtern mitverwaltet. Bei der Neuordnung Europas auf dem Wiener Kongress 1815 wurde Emsbüren dem Königreich Hannover zugewiesen und 1866 preußische Provinz. Dadurch übernahm das Amt Lingen die Gerichtsbarkeit.

## Gogericht Bevergern
Zum Gogericht Bevergern gehörten die Stadt Bevergern, die Kirchspiele Dreierwalde, Hembergen, Hopsten, Riesenbeck und Saerbeck.

## Gogericht Rheine
Zum Gogericht Rheine gehörten die Ortschaften: Emsdetten, Mesum, Neuenkirchen, Rheine (Land) und Salzbergen.

## Stadtgericht Rheine
Die Stadt Rheine hatte eine eigene Gerichtsbarkeit, die aber dem Amt Rheine-Bevergern unterstand.

## Freiheit Emsbüren
Eine Freiheit bezeichnete in Westfalen im 14. Jahrhundert einen umgrenzten Bezirk (Straßenzug, Platz) um eine Landesburg oder Rittergut, der im rechtlichen Sinn als immun galt, also von der umgebenden Gerichtsbarkeit befreit war und nicht der ordentlichen Schatzung unterlag. Mit dem Titel „Freiheit“ war das Privileg verbunden, einen Magistrat oder einen Bürgermeister zu wählen und den Ort selbst zu verwalten. Die Rechte einer Freiheit kamen denen einer Stadt sehr nahe. Das Privileg endete 1803.